# Europese auto in 1899
Dit artikel geeft een overzicht van alle Europese personenwagens geproduceerd in 1899 door een significante autoconstructeur. De auto's staan alfabetisch gerangschikt per merk. Hier staan enkel Europese merken, ongeacht of ze eigendom zijn van een niet-Europees concern. Ook gaat het om constructeurs die algemeen bekend zijn met auto's die algemeen voor het publiek verkrijgbaar zijn.
| Aarts |                  | concern:        | Onafhankelijk |
| Aarts | divisie:         |                 |               |
| Aarts | merk:            | Aarts Nederland |               |
| Aarts | model:           |                 |               |
| Aarts | einde productie: | ?               |               |
| Aarts | productieaantal: | ?               |               |

| Brons |                  | concern:        | Onafhankelijk |
| Brons | divisie:         |                 |               |
| Brons | merk:            | Brons Nederland |               |
| Brons | model:           | Omnibus         |               |
| Brons | einde productie: | 1899            |               |
| Brons | productieaantal: | 1               |               |

| Amédé Bollée |                  | concern:               | Onafhankelijk |
| Amédé Bollée | divisie:         |                        |               |
| Amédé Bollée | merk:            | Amédé Bollée Frankrijk |               |
| Amédé Bollée | model:           | Type D                 |               |
| Amédé Bollée | einde productie: | 1901                   |               |
| Amédé Bollée | productieaantal: | ?                      |               |

| Austro-Daimler |                  | concern:                                         | Onafhankelijk |
| Austro-Daimler | divisie:         |                                                  |               |
| Austro-Daimler | merk:            | Austro-Daimler Oostenrijk (Oostenrijk-Hongarije) |               |
| Austro-Daimler | model:           | Austro-Daimler                                   |               |
| Austro-Daimler | einde productie: | ?                                                |               |
| Austro-Daimler | productieaantal: | ?                                                |               |

| Benz |                  | concern:       | Onafhankelijk |
| Benz | divisie:         |                |               |
| Benz | merk:            | Benz Duitsland |               |
| Benz | model:           | Dos-à-Dos      |               |
| Benz | einde productie: | 1901           |               |
| Benz | productieaantal: | ?              |               |

| Corré |                  | concern:        | Onafhankelijk |
| Corré | divisie:         |                 |               |
| Corré | merk:            | Corré Frankrijk |               |
| Corré | model:           |                 |               |
| Corré | einde productie: | ?               |               |
| Corré | productieaantal: | ?               |               |

| Daimler |                  | concern:          | Onafhankelijk |
| Daimler | divisie:         |                   |               |
| Daimler | merk:            | Daimler Duitsland |               |
| Daimler | model:           | Phoenix           |               |
| Daimler | einde productie: | 1902              |               |
| Daimler | productieaantal: | ?                 |               |

| Dansk |                  | concern:         | Onafhankelijk |
| Dansk | divisie:         |                  |               |
| Dansk | merk:            | Dansk Denemarken |               |
| Dansk | model:           | 1899             |               |
| Dansk | einde productie: | 1899             |               |
| Dansk | productieaantal: | ?                |               |

| De Dion-Bouton |                  | concern:                 | Onafhankelijk |
| De Dion-Bouton | divisie:         |                          |               |
| De Dion-Bouton | merk:            | De Dion-Bouton Frankrijk |               |
| De Dion-Bouton | model:           | Type G                   |               |
| De Dion-Bouton | einde productie: | 1902                     |               |
| De Dion-Bouton | productieaantal: | 2970                     |               |

| Decauville |                  | concern:             | Onafhankelijk |
| Decauville | divisie:         |                      |               |
| Decauville | merk:            | Decauville Frankrijk |               |
| Decauville | model:           | 3CV                  |               |
| Decauville | einde productie: | 1901                 |               |
| Decauville | productieaantal: | ?                    |               |

| Decauville |                  | concern:             | Onafhankelijk |
| Decauville | divisie:         |                      |               |
| Decauville | merk:            | Decauville Frankrijk |               |
| Decauville | model:           | 1898                 |               |
| Decauville | einde productie: | 1899                 |               |
| Decauville | productieaantal: | ?                    |               |

| Fiat |                  | concern:    | Onafhankelijk |
| Fiat | divisie:         |             |               |
| Fiat | merk:            | Fiat Italië |               |
| Fiat | model:           | 3,5HP       |               |
| Fiat | einde productie: | 1900        |               |
| Fiat | productieaantal: | ?           |               |

| Gobron-Brillie |                  | concern:                 | Onafhankelijk |
| Gobron-Brillie | divisie:         |                          |               |
| Gobron-Brillie | merk:            | Gobron-Brillie Frankrijk |               |
| Gobron-Brillie | model:           | 1899                     |               |
| Gobron-Brillie | einde productie: | 1899                     |               |
| Gobron-Brillie | productieaantal: | ?                        |               |

| Camille Jenatzy |                  | concern:               | Onafhankelijk |
| Camille Jenatzy | divisie:         |                        |               |
| Camille Jenatzy | merk:            | Camille Jenatzy België |               |
| Camille Jenatzy | model:           | La Jamais Contente     |               |
| Camille Jenatzy | einde productie: | 1899                   |               |
| Camille Jenatzy | productieaantal: | 1                      |               |

| Peugeot |                  | concern:          | Onafhankelijk |
| Peugeot | divisie:         |                   |               |
| Peugeot | merk:            | Peugeot Frankrijk |               |
| Peugeot | model:           | 26                |               |
| Peugeot | einde productie: | 1902              |               |
| Peugeot | productieaantal: | 419               |               |

| Peugeot |                  | concern:          | Onafhankelijk |
| Peugeot | divisie:         |                   |               |
| Peugeot | merk:            | Peugeot Frankrijk |               |
| Peugeot | model:           | 27                |               |
| Peugeot | einde productie: | 1902              |               |
| Peugeot | productieaantal: | 29                |               |

| Peugeot |                  | concern:          | Onafhankelijk |
| Peugeot | divisie:         |                   |               |
| Peugeot | merk:            | Peugeot Frankrijk |               |
| Peugeot | model:           | 28                |               |
| Peugeot | einde productie: | 1900              |               |
| Peugeot | productieaantal: | 8                 |               |

| Peugeot |                  | concern:          | Onafhankelijk |
| Peugeot | divisie:         |                   |               |
| Peugeot | merk:            | Peugeot Frankrijk |               |
| Peugeot | model:           | 29                |               |
| Peugeot | einde productie: | 1900              |               |
| Peugeot | productieaantal: | 5                 |               |

| Prinetti & Stucchi |                  | concern:                  | Onafhankelijk |
| Prinetti & Stucchi | divisie:         |                           |               |
| Prinetti & Stucchi | merk:            | Prinetti & Stucchi Italië |               |
| Prinetti & Stucchi | model:           | 1899                      |               |
| Prinetti & Stucchi | einde productie: | 1899                      |               |
| Prinetti & Stucchi | productieaantal: | ?                         |               |

| Stoewer |                  | concern:          | Onafhankelijk |
| Stoewer | divisie:         |                   |               |
| Stoewer | merk:            | Stoewer Duitsland |               |
| Stoewer | model:           | 1899              |               |
| Stoewer | einde productie: | 1899              |               |
| Stoewer | productieaantal: | ?                 |               |